# Jason Niles

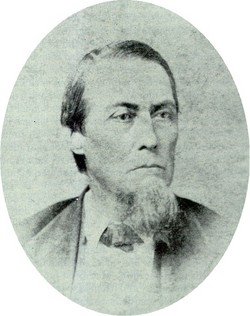
Jason Niles

Jason Niles (* 19. Dezember 1814 in Burlington, Vermont; † 7. Juli 1894 in Kosciusko, Mississippi) war ein US-amerikanischer Politiker. Zwischen 1873 und 1875 vertrat er den vierten Wahlbezirk des Bundesstaates Mississippi im US-Repräsentantenhaus.

## Werdegang
Jason Niles besuchte die öffentlichen Schulen seiner Heimat und studierte dann bis 1837 an der University of Vermont in seiner Geburtsstadt Burlington.  Danach war er für einige Jahre als Lehrer in den Staaten Ohio und Tennessee tätig. Nach einem Jurastudium und seiner im Jahr 1851 erfolgten Zulassung als Rechtsanwalt begann er in Kosciusko im Attala County in Mississippi in seinem neuen Beruf zu praktizieren. Bereits im Jahr 1851 war er Delegierter auf einer Versammlung zur Überarbeitung der Staatsverfassung von Mississippi gewesen. Nach dem Bürgerkrieg wurde Niles Mitglied der Republikanischen Partei. In den Jahren 1865 und 1868 war er nochmals als Delegierter auf Versammlungen zur Reform der Staatsverfassung. 1870 wurde Niles in das Repräsentantenhaus von Mississippi gewählt, von 1871 bis 1872 amtierte er als Bezirksrichter im 13. Gerichtsbezirk.
1872 wurde Niles im vierten Distrikt von Mississippi in das US-Repräsentantenhaus in Washington, D.C. gewählt. Dort löste er am 4. März 1873 George C. McKee ab, der in den fünften Wahlbezirk wechselte. Da Niles aber bei den folgenden Kongresswahlen im Jahr 1874 dem Demokraten Otho R. Singleton unterlag, konnte er bis zum 3. März 1875 nur eine Legislaturperiode im Kongress absolvieren. Nach seiner Zeit im Kongress arbeitete Niles wieder als Anwalt und gab zwischen 1876 und 1880 die Zeitung „Kosciusko Chronicle“ heraus. Er starb im Juli 1894 und wurde in Kosciusko beigesetzt.